# Logement social en France

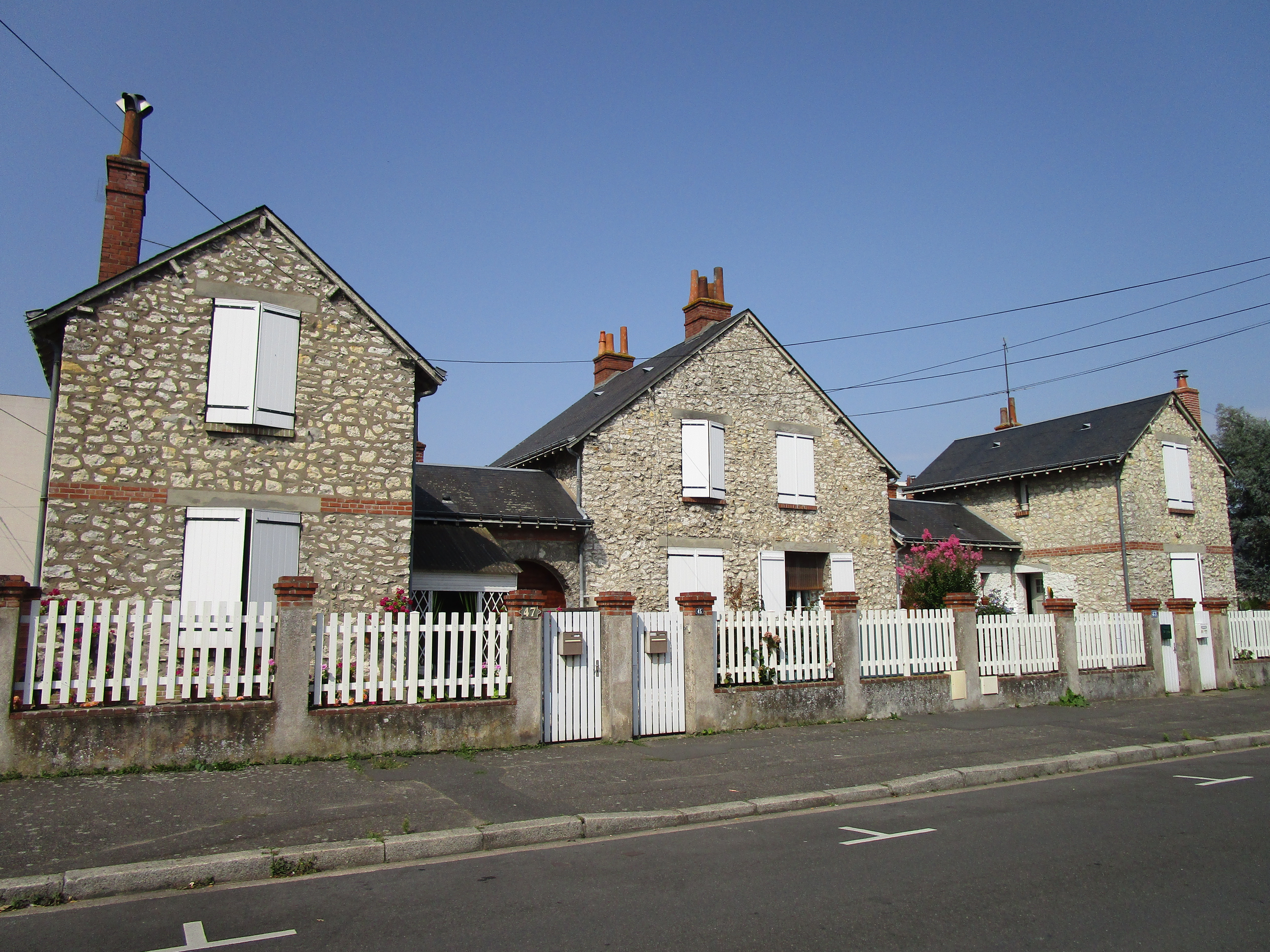
Cité ouvrière du quartier Giraudeau de Tours, construite en 1924.

Un logement social, en France, est un logement destiné, à la suite d'une initiative publique ou privée, à des personnes dont les revenus n'excèdent pas certaines limites au sein des classes populaires et moyennes. L'expression concerne à la fois la construction de logements, l’occupation et la gestion de ce patrimoine. Elle participe à la politique publique du logement et aux politiques d'économie sociale qui président à son administration. Dans les autres pays, le logement social a des buts proches.
Le logement social est un compromis entre une préfiguration du « fordisme » esquissé dès la fin du XIXe siècle pour calmer le jeu des antagonismes dans le monde du travail, la concrétisation d'un projet républicain d'assurer par la loi les conditions d'une plus grande égalité de fait entre tous les citoyens, et un projet moderne dans le domaine de l'urbanisme, de l'architecture, de la construction et de l'ingénierie sociale au XXe siècle.
Le logement social représente 17 % du parc total français en 2013.

## Histoire

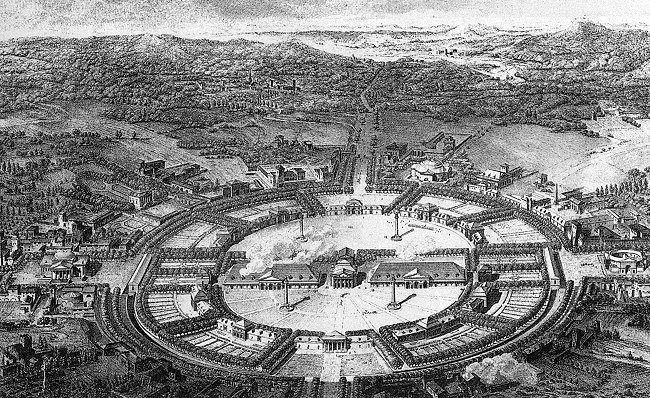
Projet pour la ville de Chaux autour de la saline d'Arc-et-Senans.

Si la préoccupation de loger les familles les plus modestes est une réflexion ancienne, que l'on retrouve dans l'antiquité gréco-romaine ou au XVIIIe siècle chez l'architecte Claude-Nicolas Ledoux, la première démarche d'engagement de l'État français pour le logement social est la loi du 30 novembre 1894, dite loi Siegfried, qui crée les « Habitations à bon marché » (HBM). Cette initiative trouve ses racines dans les enquêtes sociales sur les conditions de logement des couches populaires comme l'ouvrage du docteur Villermé sur l'état physique et moral des ouvriers dans les fabriques de coton, de laine et de soie (1841) et comme les publications d'Émile Cacheux sur les habitations ouvrières.
Jusqu'en 1953, le nombre de constructions réalisées par l'État reste limité, mis à part les reconstructions dues à la guerre, les cités-jardins grâce à la loi d'Henri Sellier de 1928 et les prises de décisions à la Libération par Raoul Dautry et Eugène Claudius-Petit. La période de 1953 à 1977 va être marquée par un vaste mouvement de construction de logement social grâce au mouvement de restructuration économique.
En 1977, la loi Barre va marquer un désengagement de l'État de la construction de logement social avec le passage de l'aide à la pierre à l'aide à la personne. C'est alors qu'interviennent les problèmes de gestion du parc du patrimoine public qui vont marquer l'image du logement social. Au cours des 30 dernières années, une multitude d'interventions publiques vont marquer la transformation du logement social.

## Évolutions de la loi

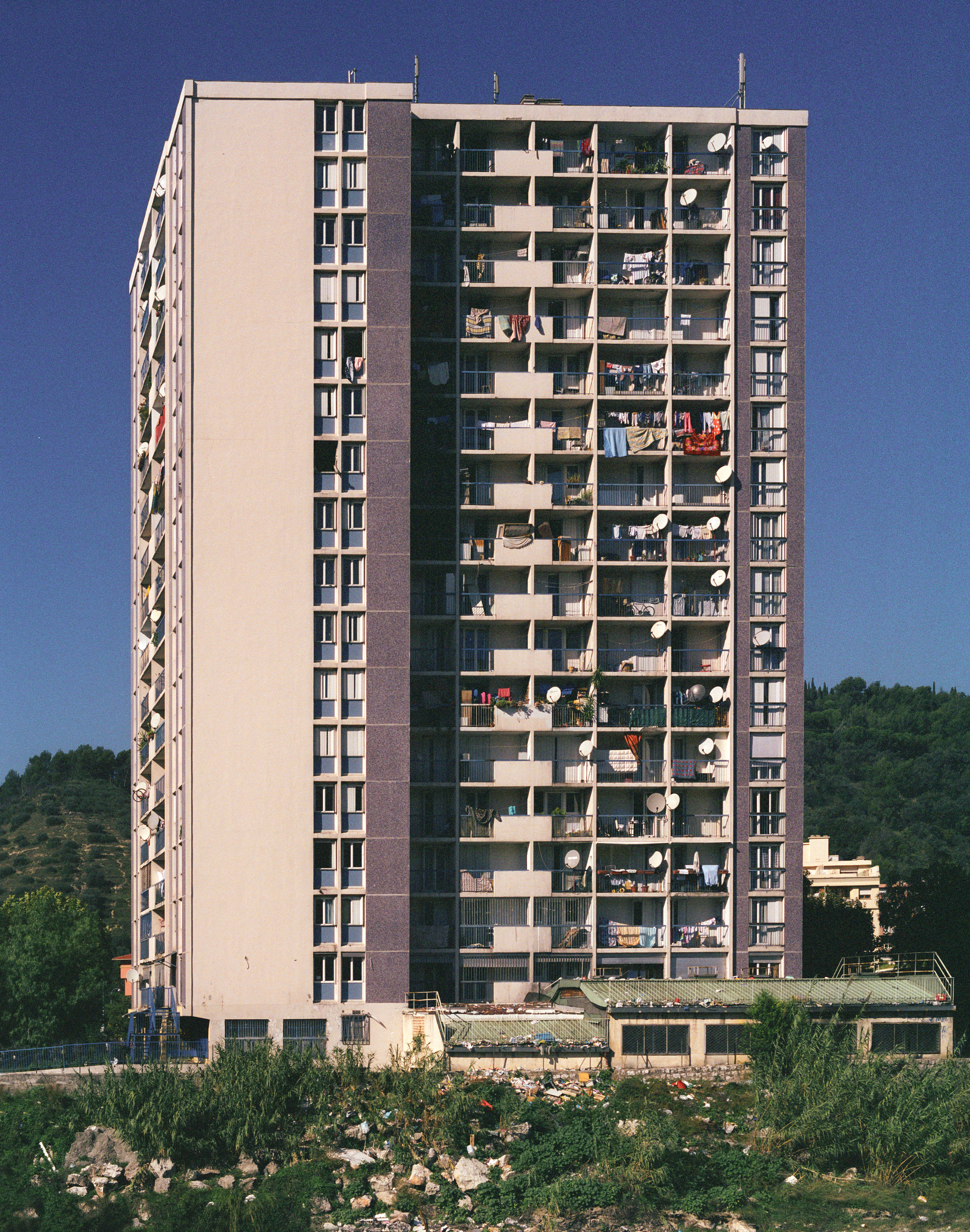
Tour de L'Ariane, à Nice.

La loi d’orientation pour la ville du 13 juillet 1991, dite « loi anti-ghetto », cible les grands ensembles et vise à lutter contre la ségrégation sociale et spatiale. Les objectifs sont vagues : équilibrer l’habitat, maintenir les logements à caractère social, permettre l’évolution urbaine et sociale des grands ensembles, mettre en place une politique foncière.
En 2000, la loi Solidarité et renouvellement urbain prône la mixité sociale. Elle concerne les agglomérations de plus 50 000 habitants et impose un seuil minimum de 20 % de logements sociaux. Ainsi, les communes sont invitées à réduire leurs déficits au plus vite. Le recours à la loi relative à la solidarité et au renouvellement urbain (loi SRU) en 2000 répond à une logique de mixité sociale. En 2003, la loi d’orientation et de programmation de la ville et de la rénovation urbaine est mise en place. Cela passe par la destruction des immeubles insalubres dans les quartiers centraux et la reconstruction de nouveaux logements. Le Programme National de Rénovation Urbaine (PNRU) demande de détruire plus de 250 000 logements, le même nombre de logements sociaux doit être reconstruit pour aboutir à la mixité sociale. Le but est d’attirer les classes moyennes dans les quartiers stigmatisés, et de répartir spatialement, de manière homogène, les différentes classes sociales.
En France, sur 730 communes concernées, 325 communes n'étaient pas en règle en 2008. Les maires se justifient par un prix du foncier trop élevé et par un manque de moyens financiers et techniques. En 2010, 139 000 logements ont été détruits, pour 133 000 reconstruits.

## Mixité sociale
Maurice Blanc, dans son article Espace, inégalité et transaction sociale publié en 2012, évoque qu’en matière de politique de logement, la mixité sociale reste une motivation primordiale pour les gouvernements successifs. L’absence de mixité sociale serait une préoccupation urbaine. La mixité sociale ne peut se mesurer par un indicateur quantitatif indiquant le nombre de logements sociaux.
De plus, le pourcentage de logements sociaux dans une commune ne signifie pas la présence d’une mixité sociale : les 20 % de logements sociaux peuvent être concentrés dans un quartier de la commune, ainsi la répartition intra-communale reste déséquilibrée et la mixité sociale sera faible. En outre, les logements sociaux sont souvent rattachés dans l’imaginaire collectif à des populations pauvres. Néanmoins, lorsqu'on compare les plafonds de ressources pour accéder à une HLM au revenu médian de 22 522 € en Île-de-France, on remarque que la moitié de la population est éligible au moins à un prêt locatif aidé d'intégration ou à un prêt locatif à usage social.
| Nombre de personnes à loger                        | Prêt locatif aidé d'intégration (PLAI) | Prêt locatif à usage social (PLUS) | Prêt locatif social (PLS) | Prêt locatif intermédiaire (PLI)                                        |
| -------------------------------------------------- | -------------------------------------- | ---------------------------------- | ------------------------- | ----------------------------------------------------------------------- |
| 1 personne                                         | 12 848 €                               | 23 354 €                           | 30 360 €                  | 37 126 €                                                                |
| 2 personnes                                        | 20 943 €                               | 34 904 €                           | 45 375 €                  | 55 486 €                                                                |
| 3 personnes (ou 1 personne + 1 personne à charge)  | 27 452 €                               | 45 755 €                           | 59 482 €                  | 72 737 € (Paris et communes avoisinantes), 66 699 € (autres communes)   |
| 4 personnes (ou 1 personne + 2 personnes à charge) | 30 049 €                               | 54 628 €                           | 71 016 €                  | 86 843 € (Paris et communes avoisinantes), 79 893 € (autres communes)   |
| 5 personnes (ou 1 personne + 3 personnes à charge) | 35 746 €                               | 64 997 €                           | 84 496 €                  | 103 326 € (Paris et communes avoisinantes), 94 579 € (autres communes)  |
| 6 personnes (ou 1 personne + 4 personnes à charge) | 40 227 €                               | 73 138 €                           | 95 079 €                  | 116 268 € (Paris et communes avoisinantes), 106 431 € (autres communes) |

Or, ce n’est pas toujours le cas. Les loyers des logements sociaux peuvent rester trop élevés pour les catégories les plus pauvres, ainsi ces derniers peuvent être logés dans des habitats insalubres du secteur privé. Ainsi, on retrouve les classes moyennes dans le parc des logements sociaux et les plus pauvres dans des parcs privés. En outre, la rénovation-démolition des logements n’engendre pas une meilleure mixité sociale, les populations sont délogés et se déplacent au même endroit.

## Objectifs
Le logement social a été créé pour améliorer les conditions de logement des couches populaires et moyennes. L’article 140 de la loi SRU précise ainsi que « toute personne ou famille éprouvant des difficultés particulières » a droit à ce type de logement « en raison notamment de l’inadaptation de ses ressources ou de ses conditions d’existence ». Les plafonds de loyers et de revenus des locataires sont fixés chaque année par décret et diffèrent selon la localisation, le type de conventionnement et la composition des ménages locataires. Pour que les loyers restent bas les pouvoirs publics fournissent une aide indirecte, versée non au locataire, mais au bailleur, sous forme de facilités de financement, de subventions, de déduction fiscale, etc. Cette aide est assortie de conditions sur la qualité du logement et le montant des loyers.
Le logement social est aussi un outil visant à répondre au droit au logement, qui est reconnu par la loi no 2007-290 du 5 mars 2007 instituant le droit au logement opposable (loi DALO). Toutefois, il est à noter que 70 % de la population française peut prétendre, du fait de ses revenus, à un logement social. D'autres politiques du logement, notamment le contrôle des loyers, peuvent être utilisées dans le but de limiter les effets néfastes des pénuries ou pour maintenir le stock de logements à des niveaux de loyer plus acceptables pour la majorité des locataires.

## Données statistiques
Selon les pays, l'importance du logement social est très variable, mais on peut noter que la France en comporte moins que la majorité des pays d'Europe occidentale.
| Pays        | Nombre de logements sociaux pour 1 000 habitants (2008) |
| ----------- | ------------------------------------------------------- |
| Pays-Bas    | 147                                                     |
| Autriche    | 102                                                     |
| Danemark    | 102                                                     |
| Suède       | 95                                                      |
| Royaume-Uni | 85                                                      |
| France      | 69,2                                                    |
| Allemagne   | 27                                                      |
| Italie      | 18                                                      |
| Espagne     | 3                                                       |

Le parc locatif social français se compose de 4,5 millions de logements locatifs et 0,3 million de logement-foyer. La moitié du parc locatif social se situe dans les Hauts-de-France, en région Auvergne-Rhône-Alpes et en Île-de-France. Ces logements représentent 19 % du parc de logements et 15,7 % des ménages ont une HLM pour résidence principale. 57 % de ménages étant propriétaires de leur résidence principale en France et 43 % en étant locataires, 36,5 % des locataires en France ont une HLM pour résidence principale.
En 2016, 10,7 millions de personnes sont locataires d’un logement social. L’âge moyen des locataires du parc social est de 50 ans. Il se situe entre celui des locataires du secteur libre et celui des propriétaires occupants. Le niveau de vie médian des occupants du parc social s’élève à 15 100 euros, soit un montant inférieur au niveau de vie médian du reste de la population.
Ces locataires bénéficient d'une aide implicite estimée à 227 euros par l'INSEE. Cette aide implicite est souvent cumulée avec l'aide au logement dont bénéficient 6 millions de ménages (sur un total de 26 millions dont 11,2 millions de locataires) soit 53 % des locataires. Le montant moyen de cette aide est de 210 euros par mois.

### Dans les Hauts-de-Seine
En 2002 dans les Hauts-de-Seine, il y avait 165 686 logements. Les communes possédaient en moyenne 24 % de logement sociaux. Néanmoins, on constate des grandes inégalités entre les communes. Dans son parc logement, Neuilly-sur-Seine possédait à peine 3 % de logements sociaux. Les communes de Vaucresson, Ville-d'Avray, Marnes-la-Coquette, La Garenne-Colombes, Boulogne-Billancourt, Saint-Cloud, Sceaux, Bourg-la-Reine, Antony, Bois-Colombes, Asnières-sur-Seine, Levallois-Perret, Chaville, Rueil-Malmaison disposaient de moins de 13 % de logements sociaux. Ainsi, elles ne répondaient pas à la loi SRU, qui imposait 20 % de logements sociaux par commune. Inversement, les communes Châtenay-Malabry, Bagneux, Le Plessis-Robinson, Nanterre, Villeneuve-la-Garenne, Gennevilliers, avaient un taux de logements sociaux supérieur à 38 %.
En 2009, le département comptait 177 504 logements, soit une augmentation de 7 % entre 2002-2009. Les communes ne respectant toujours pas la loi SRU sont les mêmes qu’en 2002. Néanmoins, la commune de Malakoff s’ajoute aux communes de 2002, disposant de plus de 38 % de logements sociaux.
En 2015, le département disposait de 198 769 logements, soit une augmentation de 12 % entre 2009-2015, une augmentation de 20 % entre 2002-2015. Après la réforme de la loi SRU en 2013, le taux obligatoire de logements sociaux est passé de 20 % à 25 % par commune. En 2015, les communes qui ne respectaient pas la loi sont : Neuilly-sur-Seine, Vaucresson, Ville-d'Avray, La Garenne-Colombes, Marnes-la-Coquette, Boulogne-Billancourt, Saint-Cloud, Bourg-la-Reine, Bois-Colombes, Levallois-Perret, Antony, Montrouge, Asnières-sur-Seine, Courbevoie, Sceaux, Garches, Sèvres, Issy-les-Moulineaux, Chaville, Vanves, Châtillon, Rueil-Malmaison. Soit 58 % des communes des Hauts-de-Seine ont un taux de logements sociaux en dessous de 25 %, en 2015. Les communes en tête de classement sont Malakoff, Fontenay-aux-Roses, Châtenay-Malabry, Villeneuve-la-Garenne, Nanterre, Gennevilliers, Bagneux possédant plus de 40 % de logements sociaux.
Les maires se justifient par un prix du foncier trop élevé et par un manque de moyens financiers et techniques. De plus, certains élus préfèrent payer des pénalités que de construire des logements sociaux, car les pénalités ne sont pas dissuasives.

## Définition d'un logement locatif social
En métropole, depuis janvier 1977, un logement acquiert la qualification de logement social par la convention qui lie le bailleur social et l'État. Cette convention a pour principal objet d'ouvrir le droit au futur locataire de bénéficier de l'APL, l'Allocation Personnalisée au Logement. Le texte de la convention est fixé par décret. Cette convention, outre le bénéfice de l'APL, fixe les obligations du bailleur en échange des avantages dont il bénéficie pour la construction (ou la réhabilitation) des logements (voir infra : Financement). Le respect du plafonnement du loyer et du plafonnement des ressources des bénéficiaires sont les deux principales obligations du bailleur social. L’article 441 et suivants du Code de la construction et de l'habitation rappelle l'ensemble des obligations liées au conventionnement. Le texte de la convention prévoit en outre un droit de réservation de l'État sur 30 % des logements concernés par l’opération conventionnée.
Il existe trois types de HLM définis par le taux d'aide à la construction et les publics-cible :
- le PLS (prêt locatif social) est accessible aux revenus les plus aisés
- le PLUS (prêt locatif à usage social) est réservé aux demandeurs dont le plafond de revenu est médian
- le PLAI (prêt locatif aidé d'intégration) est accessible aux moins favorisés, car ayant les loyers les plus faibles permis par des aides plus importantes à la construction

## Organismes sociaux

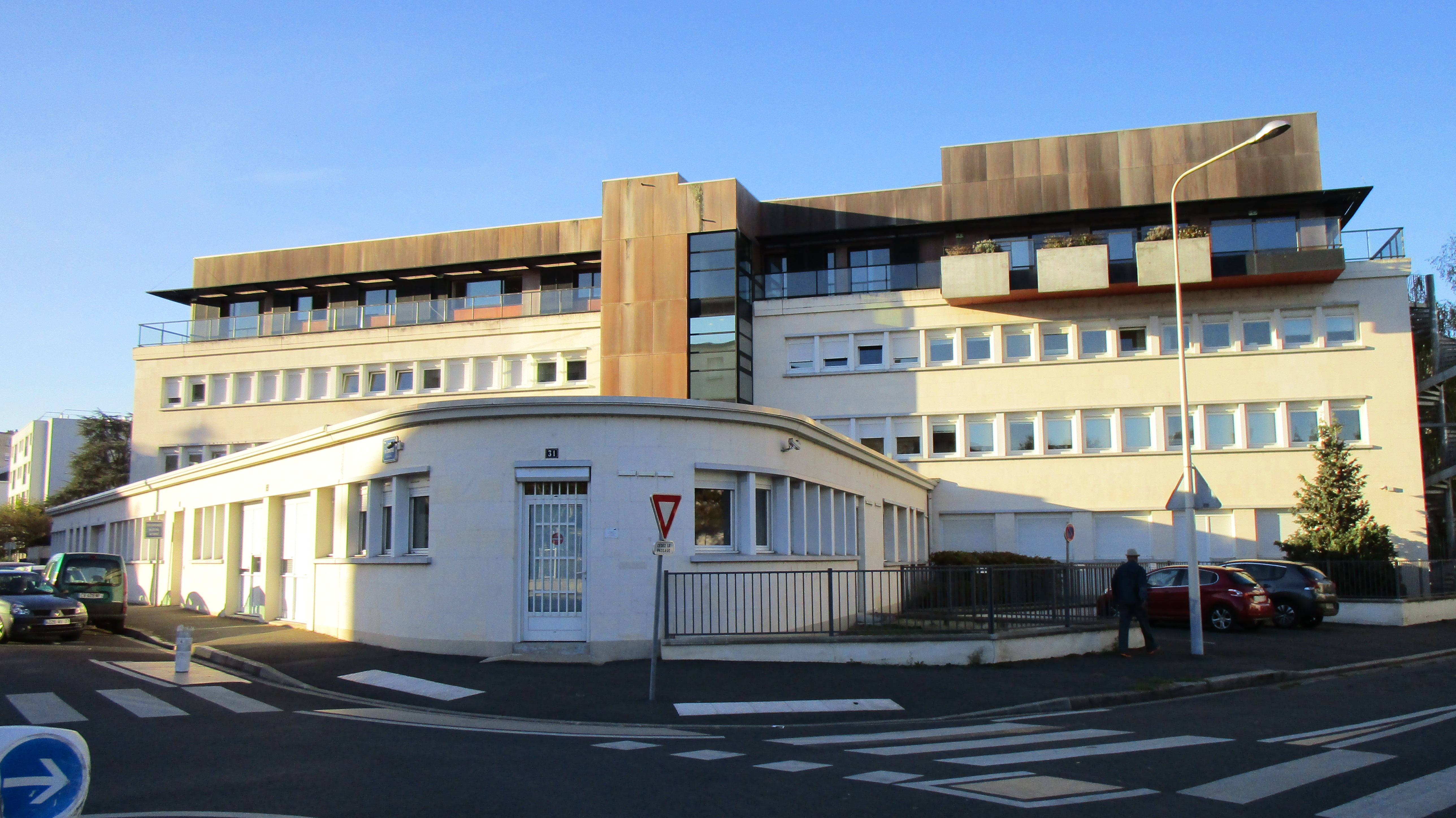
Siège de Tours Habitat, bailleur social de la ville de Tours.

L'ensemble des organismes HLM appartient à des fédérations, qui sont elles-mêmes regroupées au sein de l'Union sociale pour l'habitat (USH). Les principaux organismes sociaux sont les offices publics de l’habitat (OPH) et les entreprises sociales pour l’habitat (ESH). Les offices publics de l’habitat (OPH) sont des Établissements Publics locaux à Caractères Industriel et Commercial (EPIC), dont la collectivité de rattachement peut être une commune, un établissement public de coopération intercommunale ou un département. Ils sont dirigés par un Conseil d'Administration, présidé par un élu de cette même collectivité, et un Directeur général.
L'OPH le plus important est l'OPH de Paris avec près de 120 000 logements, les plus petits comptent quelques centaines de logements. Les entreprises sociales pour l’habitat (ESH) sont des entreprises privées à but non lucratif dont le capital peut être détenu par les personnes privées, publiques ou morales. Elles doivent avoir un actionnaire majoritaire (ou de référence). Les locataires sont également actionnaires afin de pouvoir être présents au sein de la gouvernance (Conseil d'administration ou Conseil de surveillance).
Les actionnaires de référence des ESH sont majoritairement les collecteurs d'Action Logement (ex 1 % logement). Certains assureurs, banques ou industriels sont également présents au capital. Ainsi la Caisse d'Épargne est actionnaire de référence de GCE Habitat et d'Erilia, et AXA est actionnaire majoritaire du Groupe 1001 Vies Habitat. L'ESH la plus importante est le Groupe 3F qui compte près de 200 000 logements et dont l'actionnaire de référence est le collecteur Solendi. Les autres bailleurs sociaux peuvent être des sociétés d'économie mixte, des fondations ou des sociétés coopératives. CDC Habitat, filiale de la Caisse des dépôts et consignations (CDC) est également un des principaux bailleurs français.
L'Agence nationale de contrôle du logement social (ANCOLS) est chargé de contrôler et d’évaluer l’action de l’ensemble des opérateurs du logement social.

## Types de logement social
Il existe différents types de logement social :
- Le logement (public ou privé) de type HLM (habitation à loyer modéré), logements construits et gérés par un organisme public ou privé.
- Le logement subventionné ou conventionné, construit et parfois géré par des entreprises privées.
- Les coopératives d'habitation dont la formation a été subventionnée et aidée (conseils juridiques) par les pouvoirs publics. Ceux-ci voient dans les coopératives une voie plus facile vers l'accession à la propriété qu'ils tendent à favoriser pour des raisons d'autonomie financière des familles et de responsabilité civique accrue des propriétaires.

L'habitat social peut être de tout type : « grands ensembles », « petit collectif », individuel dans une copropriété, pavillonnaire, etc.

## Financement

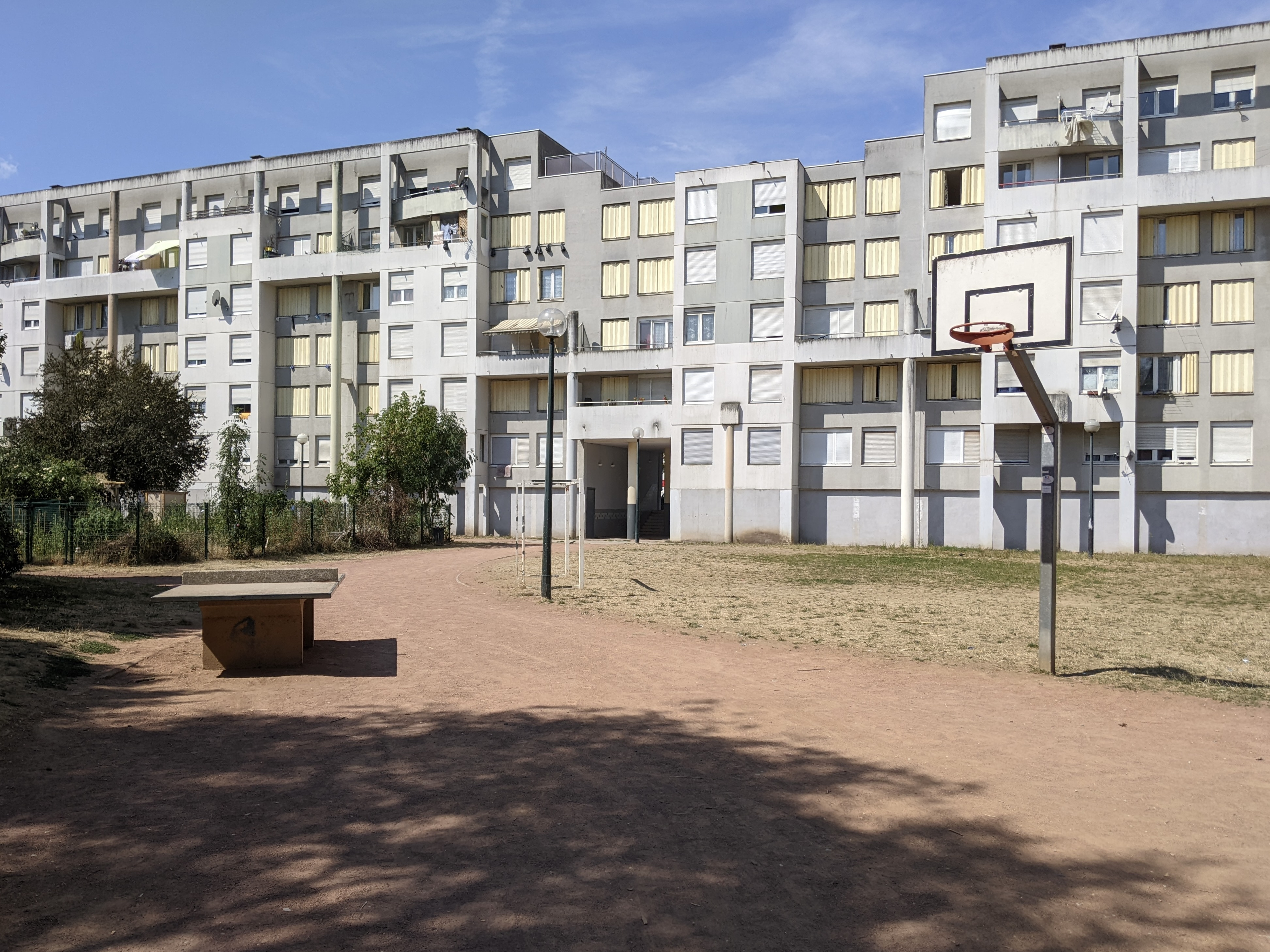
La Duchère à Lyon.

En France, le logement social est financé par plusieurs acteurs :
L’État sous quatre formes principales, ci-après très synthétisées :
- une subvention fonction de la vocation sociale du projet, dite communément "aide à la pierre" ;
- des exonérations fiscales dont principalement l’exonération de la taxe foncière sur les propriétés bâties (TFPB) - les collectivités locales (bénéficiaires de cet impôt) étant en partie dédommagées par un fonds de compensation - et l'exonération de l'impôt sur les sociétés ;
- une TVA à taux réduit (5,5 % depuis le 1er janvier 2014), selon le régime fiscal de la livraison à soi-même ; en contrepartie le préfet a ainsi un droit de réservation de 30 % des logements sociaux, dont 5 % pour les fonctionnaires de l'État. les crédits budgétaires consacrés à ces investissements relèvent des différentes administrations qui consacrent des moyens inégaux pour le logement de leurs agents ; le ministère de l'Équipement chargé de la procédure interministérielle ou celui de la Défense restent les principaux investisseurs.[réf. nécessaire]
- le versement de l'aide personnalisée au logement (APL). Calculée en fonction du revenu des locataires et du loyer, cette aide est directement versée par les Caisses d'Allocation Familiale (CAF) au bailleur.

Les collectivités territoriales peuvent également contribuer à des opérations de logements :
- par l’octroi de subventions complémentaires à celles de l’État ;
- par des cessions foncières à des prix inférieurs au prix du marché ;
- par la mise en œuvre de baux emphytéotiques ;
- par des subventions directes à leur Office Public de l'Habitat (OPH)

Action logement (anciennement le 1 % logement) qui correspond à la Participation des Employeurs à l’Effort de Construction (PEEC), et favorise le logement des salariés ; ces fonds sont utilisés aussi bien en prêts qu’en subventions et pour favoriser le logement locatif ou l’accession à la propriété. En contrepartie de ces aides financières, les collecteurs obtiennent des droits de réservation sur les opérations concernées. En 2019, le gouvernement prévoit de puiser 500 millions d’euros dans la trésorerie d"Action Logement pour boucler son propre budget.
La Caisse des dépôts et consignations est le financeur historique du logement social. Elle accorde aux bailleurs sociaux non pas des subventions, mais des prêts, dont les taux d'intérêt sont très sensiblement inférieurs à ceux du marché, grâce à son statut de gestionnaire des fonds du Livret A. La Caisse exige par ailleurs que ces emprunts soient garantis par les collectivités territoriales, ou à défaut par la Caisse de garantie du logement locatif social (CGLLS). En contrepartie de leur garantie ou de leur aide financière, les collectivités reçoivent des droits de réservation sur les logements concernés (la part des logements ne pouvant excéder 20 %).
l’arrêté du 5 août 2025 modifiant l’arrêté du 7 octobre 2015, homologuant l’instruction comptable applicable aux organismes d’HLM à comptabilité privée et l’arrêté du 7 octobre 2015, fixant la nature, le format et le contenu des documents des sociétés d’économie mixte agréées objets de la transmission prévue à l’article R. 481-14 du code de la construction et de l’habitation.

## Limites

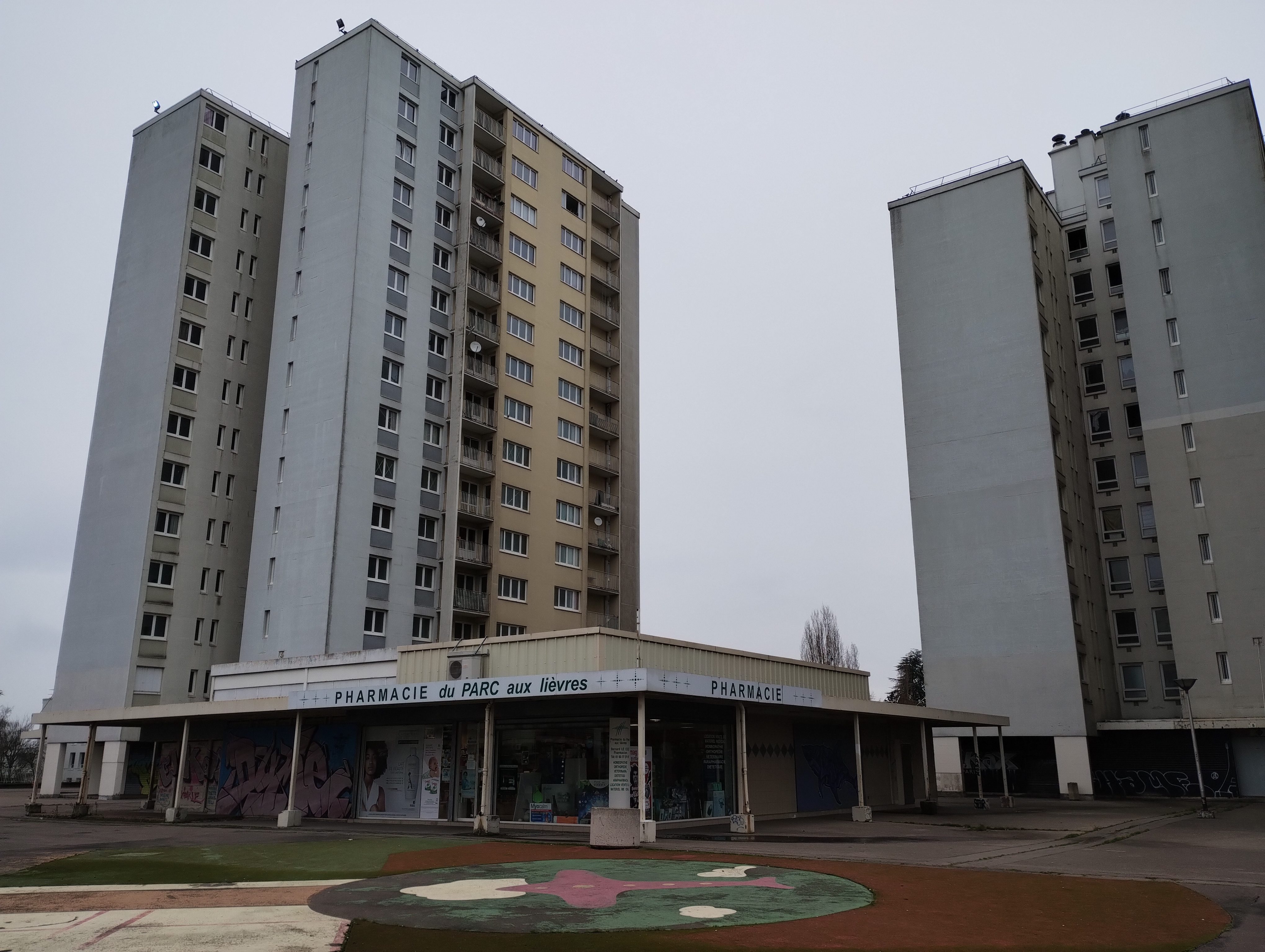
Le Parc aux Lièvres d'Évry-Courcouronnes.

Le logement social est confronté à des problématiques spécifiques.
- Les règles d'attribution des HLM, ainsi que l'occupation de certaines HLM par des occupants dont les revenus dépassent les normes prévues pour l'attribution font l'objet de nombreuses critiques, notamment de la part des tenants de politiques libérales. Dans son ouvrage[23], Vincent Bénard, analyste à l'Institut Turgot et ex-directeur de l'Institut Hayek, deux Think-Tanks promouvant les idéologies économiques libérales, en expose les principales :
  - Faux positifs : une fois obtenu, le logement et surtout le bénéfice d'un loyer plus faible que celui du marché libre peuvent être conservés à vie (voire au-delà : dans certains cas, le logement peut être transmissible à ses héritiers). Et cela même si le bénéficiaire voit sa situation devenir meilleure que celle d'un autre qui n'a pas obtenu de logement social. En conséquence la collectivité se trouve verser à ce bénéficiaire une rente, correspondant à la différence entre le montant du loyer social et celui du loyer du marché libre, au lieu de la verser à un autre qui en a plus besoin. Les sommes en jeu peuvent être considérables : un avantage de 500 € par mois représente la moitié d'un SMIC et, au bout de 40 ans, 240 000 €.
 Selon ce raisonnement, la loi « Boutin » de 2009 a supprimé le droit au maintien dans les lieux pour les personnes dont les revenus sont deux fois plus élevés que les plafonds et a baissé les plafonds de revenus de 20 %.
  - Faux négatifs : selon les critères légaux, environ 60 à 70 % (selon les sources) de la population française peut prétendre à un logement social, alors que l'offre est fixée par la loi à un niveau de l'ordre de 20 %. Beaucoup de gens qui peuvent légitimement prétendre à un logement social n'en bénéficient pourtant pas.
 Historiquement, le niveau des plafonds avait été fixé pour permettre aux classes moyennes, également mal logées dans les années 1950, à accéder à un logement confortable à un loyer abordable. Cette politique était associée à un rythme de construction également élevé (apogée en 1974). Le déficit de construction de logements depuis 1977 et les changements démographiques des années 1980 et 1990, ainsi que l'augmentation du confort des logements dans les centres anciens, ont participé à l'augmentation du différentiel entre la demande potentielle pouvant prétendre à un logement social et à l'offre réellement disponible, conduisant également à une certaine spécialisation des logements sociaux[réf. nécessaire].
  - File d'attente et pénurie : toujours en raison de la proportion trop importante de bénéficiaires potentiels, le logement social est rationné. En effet, on dénombre fin 2017, 2,1 millions de demandes de logements sociaux non encore pourvues dont 690 000 demandes de ménages habitant déjà une HLM. Le logement social est par définition en pénurie tant qu'il n'est pas hégémonique : il n'est « social » que par l'avantage qu'il procure par rapport au marché normal, et qui en augmente la demande par rapport à l'offre. Cela dote le gestionnaire d'un important pouvoir sur les bénéficiaires possibles : l'attribution d'un logement est de facto une faveur dont le bénéficiaire est redevable à celui qui la lui accorde. Les occupants de logement social ne les libèrent que très peu, ce qui limite encore plus l'offre, et donc les occasions pour les attributaires d'exercer leur pouvoir, mais il reste assez important pour être encadré par des procédures lourdes, donc longues, donc gênantes pour ceux qui ont urgemment besoin d'un logement à bas prix du fait d'une dégradation brutale de leur situation. La pénurie de logements sociaux laisse les ménages les plus pauvres sans autre possibilité que de subir le mal-logement en habitant dans des logements insalubres, à louer des appartements à des marchands de sommeil voire de se tourner vers les habitats spontanés que sont les squats et les bidonvilles.
  - Objectifs contradictoires : mixité sociale ou priorité aux démunis ? : les HLM ne sont pas conçues comme devant être des ghettos de pauvres, il faudrait donc qu'y réside une proportion minimale de classes moyennes et supérieures (d'autant qu'il ne convient pas non plus de mettre en déficit les organismes gestionnaires, et qu'il leur faut donc une proportion raisonnable de locataires sans difficulté pécuniaire) ; mais d'un autre côté il faut quand même loger prioritairement les plus nécessiteux. Ces deux objectifs sont contradictoires, ce qui conduit à des protestations automatiques lorsqu'on propose des modifications tendant vers un des deux objectifs (au nom de l'autre) (par exemple : loi DALO, loi Boutin, et critiques apportées à ces textes au nom de la moindre mixité sociale).
- Urbanisme et absence de mixité sociale : les logements sociaux sont souvent concentrés dans des quartiers ou des communes concentrant les populations à faible pouvoir d'achat voire en difficultés financières, et du fait notamment de leur rapide développement, proposant une faible offre commerciale et en services, une faible offre d'emplois, ce qui cultive une mauvaise image de ces quartiers et de leurs habitants rendant difficile leur accès à l'emploi ailleurs et favorisant les exclusions.
- Concurrence déloyale à l'égard des bailleurs privés : le secteur « social » est subventionné alors que certains bailleurs privés sont imposables. Les associations de propriétaires militent généralement[24] pour que les gouvernements subventionnent plutôt les locataires à faibles revenus et laissent fonctionner le libre marché en matière de logement. À l'inverse, certaines associations de défense des mal-logés dénoncent les loyers très élevés pratiqués par les bailleurs privés qui se constituent ainsi une rente sur la pénurie de logements et sur les aides à la personne. Cette situation leur permet de pratiquer des loyers plus élevés sans contrepartie sur la qualité du logement ou l'accueil de population plus démunie.
- La vacance des parkings : pour donner quelques chiffres, en 2003, 25 % des places de parkings des HLM des bailleurs sociaux parisiens étaient inoccupées. En 2009, le taux d'équipement des ménages en véhicule automobile était de seulement 83 %. Depuis 1998, les bailleurs sociaux sont obligés du fait de la législation de construire autant de places de parkings dans une résidence que de logement. Ces chiffres expliquent le fort taux de vacance. Des initiatives entrepreneuriales voient le jour pour réduire cette vacance en louant les places aux particuliers[réf. nécessaire].

- Parfois le problèmes de chaleur, notamment des HLM des années 1950, posent des problème de commodités[25].

## Vente de logements sociaux
Les politiques publiques favorisent la vente de logements sociaux à leurs locataires ou à d'autres locataires du parc social. Dans ce cas, une décote peut être pratiquée par rapport au prix du marché. Certains départements (Hauts-de-Seine, Essonne) ont voté des délibérations pour réduire la part départementale des droits de mutation à titres onéreux (frais de notaires) de ces logements sociaux vendus. L'acheteur doit s'engager à faire de ce logement sa résidence principale pendant cinq ans, et à ne pas le revendre en faisant une plus-value pendant cette période. Certaines communes, dont Paris, interdisent la vente de logements sociaux sur leur territoire. D'autres pays (ex-Europe de l'Est, comme pour la Karl-Marx-Allee à Berlin, ou Grande-Bretagne dans les années 80) ont également connu des ventes massives de logements sociaux.